# Chlorochlamys rectilinea
Chlorochlamys rectilinea är en fjärilsart som beskrevs av Philipp Christoph Zeller 1872. Chlorochlamys rectilinea ingår i släktet Chlorochlamys och familjen mätare. Inga underarter finns listade i Catalogue of Life.